# Homeward Bound (Simon & Garfunkel)
Homeward Bound è un singolo del duo Simon & Garfunkel, scritto da Paul Simon.
Brano autobiografico sui musicisti di strada e la nostalgia di casa, Simon lo compose la notte del 14 dicembre 1965, durante la sua breve parentesi inglese, mentre attendeva un treno alla Ditton Station di Widnes secondo alcuni, alla Warrington Bank Quay Station di Warrington secondo altri, a Liverpool stando a un'intervista dello stesso Simon.
La canzone arrivò nella classifica Billboard Hot 100 il 12 febbraio 1966, raggiungendo il 5º posto, e vi rimase per 12 settimane.
Nel 1976, Simon e George Harrison eseguirono questo brano e Here Comes the Sun dell'ex Beatles in una puntata del programma televisivo Saturday Night Live, di cui erano entrambi ospiti.
Insieme a The Sound of Silence, Mrs. Robinson e Bridge over Troubled Water, Homeward Bound è uno dei pezzi più famosi di Simon ed è eseguito frequentemente nei suoi concerti, spesso come brano d'apertura. Molti artisti ne hanno realizzato cover, come The Beau Brummels, Cher, Glen Campbell, Janie Fricke, Jack Jones, Jack's Mannequin, Petula Clark e Ronan Keating.